# Ґродзіськ-Малий
Ґродзіськ-Малий (пол. Grodzisk Mały) — село в Польщі, у гміні Ґоворово Остроленцького повіту Мазовецького воєводства.
Населення — 231 особа (2011).
У 1975-1998 роках село належало до Остроленцького воєводства.

## Демографія
Демографічна структура станом на 31 березня 2011 року:
|          | Загалом | Допрацездатний вік | Працездатний вік | Постпрацездатний вік |
| -------- | ------- | ------------------ | ---------------- | -------------------- |
| Чоловіки | 127     | 29                 | 81               | 17                   |
| Жінки    | 104     | 19                 | 61               | 24                   |
| Разом    | 231     | 48                 | 142              | 41                   |